# Toyota Center
O Toyota Center é um ginásio poliesportivo localizado na cidade de Houston, Texas, nos Estados Unidos da América, inaugurado em outubro de 2003. Possui uma capacidade máxima de 18.300 em partidas de basquete, de 17.800 em partidas de hockey e de 19.300 para shows. É sede das partidas dos Houston Rockets, equipe da NBA. Também já foi casa do Houston Comets da WNBA e do Houston Aeros da AHL.
O ginásio ganhou seu nome três meses antes de sua inauguração. A logomarca da empresa foi colocada na cobertura do prédio, bem como em outros lugares de destaque dentro da arena, e a empresa ganhou "presença dominante" nos comerciais exibidos durante a transmissão dos jogos disputados na arena.
O local já recebeu shows de diversos artistas, como RBD, Green Day, Aerosmith, Red Hot Chili Peppers, Prince, Linkin Park, Shakira, Bruno Mars, Janet Jackson, Bon Jovi, Madonna, Nickelback, U2, Foo Fighters, The Rolling Stones, Fleetwood Mac, Muse, Gorillaz, Radiohead, Adele, Lady Gaga, Coldplay, Elton John, Duran Duran, Metallica, Disturbed, Lana Del Rey, Depeche Mode, Michael Bublé, Guns N' Roses, Roger Waters e Tina Turner, entre outros.